# S/S Hedrun
Ångfartyget Hedrun av Stockholm var ett fartyg som byggdes 1920 på Öresundsvarvet i Landskrona åt Sveabolaget under namnet Hj. Blomberg (direktör). När rederiet sedermera undvek dubbelnamn på sina fartyg ändrades namnet till Hedrun. År 1929 kolliderade Hedrun i dimma utanför Le Havre med den brittiska ångaren Ferngarth som sjönk. Dess besättning räddades av Hedruns som hade fått lindriga skador i förskeppet. Kollisionen blev föremål för domstolsprövning men så småningom friades Hedrun och Svebolaget återfick fartyget utan ekonomiska förluster. Hedrun sattes sedermera in i trader mellan Sverige och Sydamerika och sedan bröt andra världskriget ut.

## Torpederingen
Hedrun var den 9 april 1940 på väg till Sverige från Sydamerika och tvingades uppsöka Azorerna i väntan på vidare uppdrag. Efter cirka två månaders väntan sattes Hedrun i allierad fart och var i augusti på väg från Swansea till USA i en konvoj om cirka 80 fartyg. Hedruns befälhavare och övermaskinist hade sina fruar ombord. Den 16 augusti anfölls konvojen utanför Irland av ubåtar. En torped träffade Hedrun som gick till botten inom tre minuter. En del av besättningen hann gå i livbåtarna men åtta personer omkom, däribland befälhavaren och hans hustru som enligt vittnen sågs på bryggan signalera S.O.S. i ångvisslan då fartyget sjönk. Det brittiska fartyget Empire Soldier hade hört Hedruns nödsignaler och lyckades rädda 18 personer ur Hedruns besättning. Efter räddningen fortsatte Empire Soldier mot Newfoundland utan skydd, då de under räddningsaktionen förlorat kontakten med konvojen och inte kunde hinna ikapp. Empire Soldier var en kapad tysk ångare vid namn Hendrik Fisser. Besättningen på Empire Soldier tilldelades sedermera den svenska regeringens guldmedalj för räddningen av Hedruns överlevande.